# Siptah
Akhenre Setepenre Siptah sau Merenptah Siptah a fost penultimul conducător al dinastiei a XIX-a din Egipt. Identitatea tatălui său este în prezent necunoscută. Atât Seti II, cât și Amenmesse au fost considerați posibili părinți, deși faptul că Siptah și-a schimbat ulterior numele regal sau numele lui Merneptah Siptah după Anul 2 de domnie, sugerează mai degrabă că tatăl său era Merneptah. Dacă ar fi corect, acest lucru ar face ca Siptah și Seti II să fie frați, deoarece ambii erau fii ai lui Merneptah.
Nu a fost prințul coroanei, dar a reușit să urce pe tron, copil fiind, după moartea lui Seti al II-lea. Data aderării a avut loc în ziua a 2-a a Peret, cândva în jurul lunii decembrie.

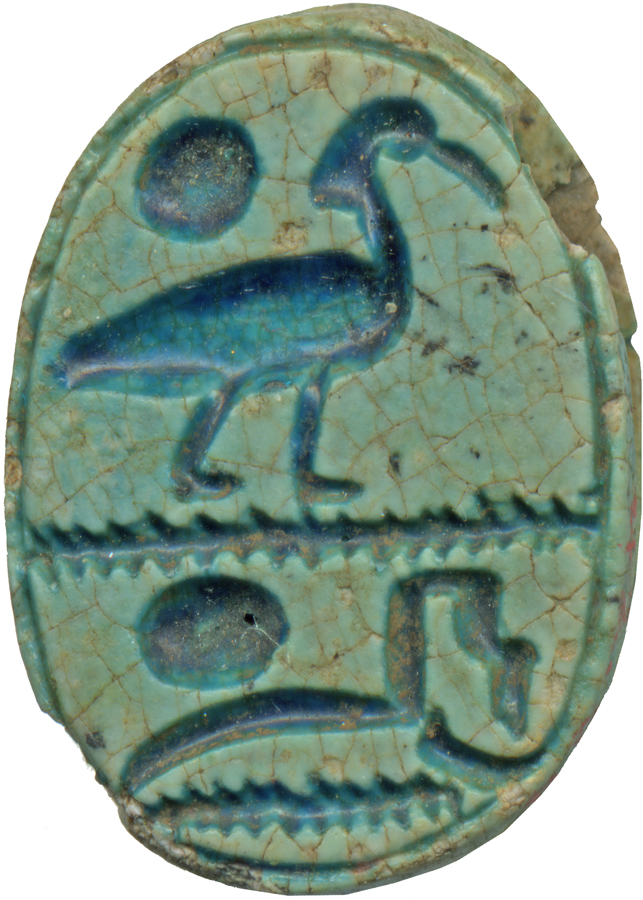
Scarabeu cu numele Faraonului Siptah

## Origine
Din punct de vedere istoric, se credea că Tiaa, soția lui Seti II, era mama lui Siptah. Această părere a persistat până când s-a constatat în cele din urmă că un relief din Muzeul Luvru (E 26901) "împerechează numele lui Siptah, împreună cu numele mamei sale", o anumită Sutailja sau Shoteraja.
Sutailja era mai degrabă o canaanită decât un nume egiptean nativ, ceea ce înseamnă că era aproape sigur o concubină a regelui din Canaan. Cu toate acestea, Dodson/Hilton afirmă că acest lucru nu este corect și că doamna era, în schimb, mama lui Rameses-Siptah și o soție a lui Ramses al II-lea.
Identitatea tatălui său este în prezent necunoscută; unii egiptologi speculează că ar fi putut fi mai degrabă Amenmesse decât Seti II, deoarece atât Siptah cât și Amenmesse și-au petrecut tinerețea în Akhmim și ambii sunt excluși în mod specific de la procesiunea statuilor regilor strămoși lui Ramesses III, numită Medinet Habu, spre deosebire de Merneptah sau Seti. Acest lucru sugerează că Amenmesse și Siptah erau interdependenți astfel încât ei erau "considerați drept conducători ilegitimi și că, prin urmare, ei probabil erau tată și fiu". Cu toate acestea, o altă interpretare este că Siptah a fost considerat nelegitim de către regii dinastiei a XX-a de mai târziu, deoarece Siptah a cerut asistența cancelarului Bay pentru a-și asigura locul de conducere, deoarece el era doar un alt fiu minor al lui Merneptah, mai degrabă decât un fiu direct al lui Seti II.
O statuie fără cap a lui Siptah, care se află acum în Munchen, îl arată așezat pe genunghii unui alt Faraon, probabil tatăl său. Egiptologul britanic Aidan Dodson afirmă:
Singurul conducător al perioadei care ar fi putut promova o astfel de distrugere a fost Amenmesse, și de asemenea el a fost singurul rege al cărui urmaș ar fi solicitat o astfel de promovare explicită. Demolarea acestei figuri este probabil să fi urmărit îndeaproape căderea Bay-ului (cancelarului) sau moartea lui Siptah însuși, atunci când s-ar fi încheiat orice reabilitare a lui Amenmesse de scurtă durată.
Dacă Siptah era fiul lui Seti al II-lea, este puțin probabil ca el să fi fost considerat un rege ilegitim mai târziu de către faraonii dinastiei a XX-a și cei din Noul Regat. Datorită tinereții sale și, probabil, a părinților lui problematici, a fost pus sub conducerea mamei sale vitregi - regina regentă Twosret.
Siptah a condus Egiptul timp de aproape 6 ani ca baiat tânăr. Siptah a fost doar un copil de zece sau unsprezece ani când și-a asumat puterea din moment ce un examen medical al mumiei sale dezvăluie că regele avea aproape 16 ani la moarte. Avea înălțimea de 1,6 metri și avea păr brun roșcat și probabil că suferea de poliomielită cu un picior stâng puternic deformat și infirm.

## Domnia
Cancelarul Bay se mândrește în mod public cu faptul că a contribuit la instalarea lui Siptah pe tron în mai multe inscripții, inclusiv o stelă Aswan, înființată de Seti, vicerege de Kush și de la Gebel el-Silsila. Un graffito-cheie situat la intrarea în Speos-ul lui Horemheb de la Gebel el-Silsila îl înfățișează pe Bay într-o poziție de adorație, în spatele lui Siptah, care face o ofertă către Amun; următoarea inscripție din graffito menționează:
Spiritul Marelui Superintendent al Sigiliului întregului pământ, care a întemeiat pe rege [Siptah] în locul tatălui său; iubit de domnul său, Bay.
Bay, totuși, mai târziu a decăzut din grațiile Curții, probabil pentru că a ajuns peste ea însăși și, ultima dată, apare în public într-o inscripție din Anul 4 al domniei lui Siptah. El a fost executat în al cincilea an al domniei lui Siptah, la ordinul faraonului. Știrile despre execuția sa au fost transmise muncitorilor din Deir el-Medina pe o ostraca. Această ostraca a fost tradusă și publicată în 2000 de Pierre Grandet într-un jurnal egiptean francez. Callendar notează că motivul ca mesajul faraonului să fie adresat muncitorilor era să-i anunțe să înceteze toate lucrările de decorare a mormântului lui Bay, deoarece Bay a fost acum considerat un trădător al statului.
Siptah însuși este atestat ultima oară în cel de-al 6-lea An Regal pe un graffito din Templul de Sud din Buhen. El a murit probabil în mijlocul celui de-al II-lea Akhet - poate în jurul 12 Akhet din al 6-lea An de domnie. Aceasta presupune o perioadă tradițională de 70 de zile de mumificare dacă Siptah a fost îngropat pe IV Akhet 22. Dovezile pentru înmormântarea sa la ultima dată sunt înregistrate pe ostraconul O. Cairo CG 25792.
După moartea sa, Twosret și-a asumat pur și simplu conducerea Egiptului ca regină pentru un an sau doi cel mult. Siptah a fost îngropat în Valea Regilor, în mormântul KV47, dar mumia lui nu a fost găsită acolo. În 1898, a fost descoperit împreună cu alte 18 persoane în mormântul lui Amenhotep II (KV35). Studiul mormântului său arată că a fost conceput și planificat în același stil ca și cele ale lui Twosret și Bay, care fac parte în mod evident din același design arhitectural.